# EQ (Finlande)
Pour les articles homonymes, voir EQ.
eQ Group est un groupe de gestion d'actifs et d'investissements en Finlande.
eQ Group est coté à la bourse d'Helsinki. 

## Présentation
Peter Seligson est le fondateur de eQ Online, une société d'investissement qui commence ses activités en 1998. 
eQ Online a été le premier courtier en valeurs mobilières en Finlande à fournir un service de courtage en ligne aux particuliers.
Au début, eQ Online ne négocie que des actions de la Bourse d'Helsinki, puis l'activité est étendue à plusieurs bourses européennes et américaines. 
À partir de l'été 2007, eQ Bank appartient à la banque d'investissement islandaise Straumur-Burdaras hf qui passera sous le contrôle des autorités islandaises en mars 2009 en raison de ses liquidités réduites.  
En mai 2009 eQ Bank est acquise par le suédois Nordnet.  
En décembre 2009, l'équipe de direction de eQ Asset Management et Fennogens Investments S.A. achètent l'activité eQ Asset Management auprès d'eQ Bank .
En décembre 2010, Amanda Capital Oyj, eQ Asset Management Group et Advium Corporate Finance fusionnent. 
À la suite de la fusion, les actifs gérés par Amanda sont passés de 2,6 milliards d'euros à 3,6 milliards d'euros. 
À la suite de la fusion, le groupe s'appelle Amanda Capital Oyj, mais en septembre 2011, son nom devient eQ Oyj. 
En novembre 2012, eQ a acquis les activités de gestion d'actifs d'Icecapital. 
En septembre 2013, eQ Varainhoito Oy acquiert la totalité du capital social de Finnreit Rahastoyhtiö Oy. 
Fin 2014, le total des actifs sous gestion du Groupe eQ s'élevait à 7,5 milliards d'euros.